# Abborrtjärnarna (Gåxsjö socken, Jämtland)
Abborrtjärnarna är en sjö i Strömsunds kommun i Jämtland och ingår i Indalsälvens huvudavrinningsområde.